# Гай Фурній (народний трибун)
Гай Фурній (*Gaius Furnius, 85 до н. е. — після 17 до н. е.) — політичний діяч часів падіння Римської республіки та початку Римської імперії.

## Життєпис
Походив з плебейського роду Фурніїв. Про початок політичної діяльності мало відомостей. У 50 році до н. е. обирається народним трибуном. За його пропозицією сенат наказав Марку Туллію Цицерону повернутися зі своєї провінції (Кілікії) до Риму. Водночас підтримував гарні стосунки з Гаєм Юлієм Цезарем, заблокував пропозиції оптиматів, які намагалися позбавити Цезаря проконсульства в Галлії.
У 49 році до н. е. з початком громадянської війни між гаєм Цезарем та Гнеєм Помпеєм Магном узяв бік першого. У 43 році до н. е. намагався стати претором, проте невдалом. Того ж року відправлений як легат до Луція Мунація Планка, проконсула Трансальпійської Галлії. Тут перебував до 42 року до н. е.
Після встановлення Другого триумвірату Гай Фурній приєднався до Марка Антонія. Брав участь у Перуджійській війні (41—40 роки до н. е.) на чолі із Луцієм Антонієм. Марк Антоній у 36 році до н. е. призначає Фурнія префектом провінції Азія. Після 31 року до н. е. (битві при Акціумі) перейшов на бік Октавіана Августа.
Після завершення громадянської війни, у 29 році до н. е. увійшов до складу сенату. Втім після цього практично відійшов від політичних справ.

## Родина
- Гай Фурній, консул 17 року до н. е.